# Borsa de Blat (Groningen)
La Borsa de Blat (neerlandès: Korenbeurs) és un edifici a la ciutat de Groningen (Països Baixos) al costat oest del Vismarkt. Pertany al Top 100 dels monuments de la UNESCO als Països Baixos. Va ser construït entre el 1862 i el 1865 per substituir dues borses més petites. Té una façana neoclàssica.
Fins als anys 80 va ser utilitzat com a borsa de blat, tot i que va ser cada vegada més una activitat parcial. Més tard, la sala gran també va ser utilitzada com a pavelló poliesportiu, però no va tenir èxit. A data de 2016 hi havia una sucursal del supermercat Albert Heijn.